# トーマス・ウィスマン
トーマス・ウィスマン（Thomas Wisman、1949年3月28日 - ）は、アメリカ合衆国イリノイ州クインシー出身のバスケットボール指導者である。

## 来歴
クインシー大学在学中、ボストン・セルティックスバスケットボールスクールのコーチとして指導者の道を歩み始める。
卒業後イースタン・ニューメキシコ大学院に進み、1年間NCAA2部のイースタン・ニューメキシコ大のアシスタントコーチも務めた後、イギリスNBL（現BBL）のクリスタルパレスでプレイングコーチとしてリーグ全勝優勝に導く。
大学院修了後、NCAA1部のニューメキシコ大学アシスタントコーチを2シーズン務める。
1976年、クリスタルパレスのコーチに復帰。国内・欧州カップ、さらにフィリップス世界クラブ選手権優勝に導く。
その後、クウェートのクラブ、クリニックを経て、イギリス2部のソレント・スターズヘッドコーチに就任。1部昇格、さらに1部準優勝で最優秀監督賞を受賞。
以降はアジアに渡り、1995年にオーストラリアNBLニューキャッスルファルコンズのヘッドコーチを務めた際、最優秀監督賞を受賞。
アジアでは、中国、香港、マレーシア、日本、韓国、カタールなどでも指導をし、多数のタイトルに導く。。

### 日本での指導
日本ではいすゞ自動車にて2度に渡り小浜元孝の元でアソシエイトヘッドコーチを務め、タイトルを多数獲得し黄金時代を支えた。
いすゞ休部後に結成された横浜ギガキャッツでは、2003-04シーズンにオールジャパンベスト8に導く。
2005年からは女子WリーグのJOMOサンフラワーズでアソシエイトヘッドコーチとしてタイトルに導き、2007-08はアドバイザーを務める。
2008年、リンク栃木ブレックスコーチに就任。シーズン途中で解任された加藤三彦に代わりヘッドコーチとして、低迷していたチームの順位を5位まで上げ、2009-10シーズンには初のプレーオフ、優勝に導き最優秀監督賞を受賞。。
2010年、バスケットボール男子日本代表監督に４年契約で就任。日本代表監督は原則として専任の為、リンク栃木との2年契約を途中解除し退任。
2012年、ロンドン五輪出場権獲得を逃し、男子日本代表監督を途中解任される。同年バスケットボール男子カタール代表監督に2年契約で就任。
2014年、リンク栃木ブレックスヘッドコーチに3年契約で就任。
NBL 2014-15シーズンは東地区2位 プレーオフ最終順位3位
NBL 2015-16は東地区2位　プレーオフ最終順位3位。
Bリーグ 2016-17は東地区1位　プレーオフ最終順位1位で栃木をBリーグ初代王者に導き、最優秀監督賞を受賞。
2017年、横浜ビー・コルセアーズアドバイザーに下半期就任。2017-18シーズンは、中地区6位　総合16位。
2018年、横浜ビー・コルセアーズヘッドコーチ就任。2018-19シーズンは、中地区6位　総合16位。
2019-20シーズン下半期契約解除。中地区5位　総合17位(2020年2月1日時点)。
2020-21シーズン下半期、アースフレンズ東京Zチームコンサルタントに就任。
2021-22シーズン、群馬クレインサンダーズヘッドコーチに1年契約で就任。東地区7位　勝率45.5%　B1昇格初年度最多勝利数を更新。